# Ectropis sinarum
Ectropis sinarum är en fjärilsart som beskrevs av Eugen Wehrli 1943. Ectropis sinarum ingår i släktet Ectropis och familjen mätare. Inga underarter finns listade i Catalogue of Life.